# Sŏngnae (stacja kolejowa)
Sŏngnae (kor. 성내역, Sŏngnae-yŏk) – stacja kolejowa w centralnej części Korei Północnej, na 193. kilometrze najdłuższej w kraju, 819-kilometrowej linii P’yŏngna, łączącej Pjongjang oraz specjalną strefę ekonomiczną Rasŏn. Stacja znajduje się w administracyjnych granicach dzielnicy Sudong (prowincja Hamgyŏng Południowy).